# Mashya i Mashyoi
En la mitologia persa Mashya i Mashyoi són el primer humà i la primera humana respectivament nascuts de la llavor de Gayomart quan va ser tocat per la pluja que Ahura Mazda va enviar per apaivagar la sequera que Ahriman havia provocat.
Primer veneraven la figura d'Ahura Mazda extasiats per la seva creació, però després s'enfosquiren i veneraren Ahriman com si fos el seu creador. Llavors Ahura Mazda, en la seva bondat, va permetre que els homes tinguessin llibertat per triar si triaven la via del bé o del mal. Tot i així, sempre són més ben aventurats els que han triat el bé.